# Mordellistena pentas
Mordellistena pentas là một loài bọ cánh cứng trong họ Mordellidae. Loài này được Mulsant miêu tả khoa học năm 1856.